# Augustus Schoonmaker

Augustus Schoonmaker

Augustus Schoonmaker junior (* 2. März 1828 in Rochester, New York; † 9. April 1894 in Kingston, New York) war ein US-amerikanischer Jurist und Politiker.

## Werdegang
Die Jugendjahre von Augustus Schoonmaker junior waren von der Wirtschaftskrise von 1837 und dem folgenden Mexikanisch-Amerikanischen Krieg überschattet. Bereits frühzeitig interessierte er sich für Politik und hielt schon 1848 Wahlkampfreden. Schoonmaker wurde 1848 Lehrer und 1851 Schulinspektor im Ulster County. Er studierte Jura und erhielt 1853 seine Zulassung als Anwalt. Zunächst arbeitete er als Anwaltsgehilfe in der Kanzlei von jacob Hardenburgh in Kingston (New York). Später waren sie bis 1872 Partner einer gemeinsamen Kanzlei.
Schoonmaker war von 1864 bis 1872 County Judge im Ulster County. Die ersten Jahre seiner Amtszeit als Richter waren vom Bürgerkrieg überschattet. Von 1876 bis 1877 saß er für den 14. Bezirk in der New York State Assembly. Bei den Wahlen im Jahr 1877 wurde er als Demokrat zum Attorney General von New York gewählt – ein Posten, den er von 1878 bis 1879 innehatte. Bei seiner Wiederwahlkandidatur im Jahr 1879 erlitt er eine Niederlage gegenüber dem Republikaner Hamilton Ward senior. 1881 kandidierte er für einen Richterposten am New York Court of Appeals. Der Republikaner Francis Miles Finch ging damals als Sieger aus dem Rennen. Von 1883 bis 1887 saß er in der New York Board of Civil Service Commission. Der Präsident und Freund Grover Cleveland berief ihn am 22. März 1887 als eines der fünf Gründungsmitglieder in die unabhängige Regulierungsbehörde Interstate Commerce Commission. Seinen Amtseid legte er am 31. März 1887 ab. Die Bestätigung des Senats erfolgte am 19. Januar 1888. Die Amtszeit war bis zum 31. Dezember 1890 begrenzt. Sein Nachfolger wurde Martin Augustine Knapp.
Danach arbeitete Schoonmaker wieder als Anwalt und verstarb 1894 an den Folgen einer Tonsillitis.